# Pirescoxe
Pirescoxe (ou Pirescôxe, Pirescouxe, Pirescoche, Piriscouxe, Periscoxe, Pires Coche) é uma aldeia, povoação da freguesia de Santa Iria de Azóia, em Loures. 
Aqui situa-se o Castelo de Pirescoxe, considerado Imóvel de Interesse Público desde 1961, onde actualmente funciona um centro cultural e, o Convento de Nossa Senhora da Conceição, construído em 1584. 
Aqui nasceu e reside o ex Secretário-Geral do Partido Comunista Português, Jerónimo Carvalho de Sousa.
Em Pirescoxe existe a oliveira que é considerada a mais antiga em Portugal.

## Património
- Castelo de Pirescoxe
- Convento de Nossa Senhora da Conceição

## Ligações Externas
Grupo Desportivo de Pirescoxe[ligação inativa]